# Опарино (Кемеровская область)
Опа́рино — деревня в Топкинском районе Кемеровской области. Входит в состав Хорошеборского сельского поселения.

## География
Центральная часть населённого пункта расположена на высоте 239 м над уровнем моря.

## Население
| 2010 |
| ---- |
| 747  |

### Половой состав
По данным Всероссийской переписи населения 2010 года, в деревне проживало 747 человек (359 мужчин, 388 женщин).